# Odorico Machado de Sousa
Odorico Machado de Sousa (1905 — 1989) foi um médico brasileiro.
Catedrático do Departamento de Anatomia Descritiva e Topográfica da Faculdade de Medicina da USP, Odorico foi um dos pioneiros, em 1950, da eletromiografia (EMG) do Brasil.